# Tidra
La Isla de Tidra (en árabe: تيدرة; francés: île de Tidra) es una isla africana que se encuentra en el Parque Nacional del Banco de Arguin (Mauritania). En la isla reside una comunidad de pescadores de la tribu imraguen. Mide aproximadamente 28 kilómetros de largo por 8 km de ancho.
Entre las islas e islotes cercanos se encuentran Nair al norte, Cheddid al suroeste y Kijji al oeste; la península (entonces isla) de Serenni se encuentra al este, junto con la Mauritania continental a aproximadamente entre 2 y 3 km; las ciudades cercanas al otro lado del continente son Iwik al noreste y Tessot al este.
Durante la era prehistórica, Tidra estuvo conectada al continente hasta hace unos seis mil o cinco mil años, cuando el aumento del nivel del mar la separó del continente.
Abdallah Ibn Yasin fundó un ribat (refugio de militares) en el año 1035, que fue el origen de la dinastía almorávide.